# Aboilomimus guizhouensis
Aboilomimus guizhouensis är en insektsart som beskrevs av Liu, Xiangwei, M. Zhou, W Bi och Liang Tang 2009. Aboilomimus guizhouensis ingår i släktet Aboilomimus och familjen Prophalangopsidae. Inga underarter finns listade i Catalogue of Life.